# Lithoxenus grandis
Lithoxenus grandis är en insektsart som först beskrevs av Yu S. Tarbinsky 1930.  Lithoxenus grandis ingår i släktet Lithoxenus och familjen vårtbitare. Inga underarter finns listade i Catalogue of Life.